# Reyna Marroquín
Pour les articles homonymes, voir Marroquín.
Reyna Angélica Marroquín, née le 2 décembre 1941 à El Salvador et morte en janvier 1969 à son domicile de Jericho, est une Salvadorienne assassinée aux États-Unis. Son meurtre n'a été découvert que 30 ans plus tard, le 2 septembre 1999, lorsque son corps a été retrouvé à Jericho (New York), dans l'ancien domicile d'Howard Burton Elkins, un homme d'affaires identifié comme le principal suspect. Elkins s'est suicidé le 10 septembre 1999, avant de pouvoir être inculpé ou interrogé en detail.

## Affaire
Reyna Marroquín est une femme battue par son amant, Howard Burton Elkins (20 juin 1929 – 10 septembre 1999), homme d'affaires, de douze ans son aîné. En 1968, elle apprend qu'elle attend un enfant ; sa liaison se dégrade pendant sa grossesse.
Cette période lui est fatale, car Howard Burton Helkins lui tend une embuscade à leur domicile : en janvier 1969, il la tue, la momifie en l'enfermant dans un fût de 55 galons (environ 200 litres).
Helkins déménage en 1972, en laissant le fût dans la propriété, jusqu'à sa découverte, en 1999. Ainsi, le 2 septembre 1999, un vieux fût de 55 gallons est retrouvé dans le vide sanitaire d'une maison à Jericho, Comté de Nassau (New York),contenait les restes momifiés d'une femme hispanique enceinte de 25-30 ans, mesurant entre 145 et 152 cm, avec une dentition inhabituelle. La cause du décès est déterminée comme étant un traumatisme contondant à la tête. Le fût contient également des pastilles de polystyrène, deux anneaux (dont un portant l'inscription « MHR »), un médaillon portant l'inscription « To Patrice Love Uncle Phil », une teinture verte, une tige de plante artificielle en plastique et un carnet d'adresses.
Le fût a été fabriqué en 1965 pour transporter la teinture. Les marques montrent qu'il a été expédié à Melrose Plastics, une entreprise de fabrication de fleurs artificielles détenue en partie par Howard B. Elkins, un homme d'affaires local qui possédait la maison de Jericho jusqu'en 1972, date à laquelle il a vendu l'entreprise et a déménagé à Boca Raton, en Floride, avec sa femme ,.
Une partie du carnet d'adresses détérioré est lisible à la lumière infrarouge. Une carte de résident permanent aux États-Unis appartient à Reyna Angélica Marroquín, une immigrante salvadorienne de 28 ans qui a travaillé comme nounou et pour un fabricant de fleurs artificielles dans une usine de la 34e rue Est à Manhattan. Un numéro de téléphone dans le carnet d'adresses appartient à Kathy Andrade, une amie de Reyna Angélica Marroquín. Lorsqu'elle est contactée (étonnamment, elle a toujours le même numéro de téléphone depuis au moins 1969), Kathy Andrade dit à la police que Reyna Angélica avait eu une liaison avec Elkins ; elle l'avait appelée pour lui dire qu'elle avait peur de lui après avoir avoué cette liaison à sa femme, . Kathy Andrade est allée à l'appartement de Reyna Angélica mais l'a trouvé vide et n'a plus jamais entendu parler d'elle. Des rapports établissent qu'une femme correspondant à la description de Reyna Angélica Marroquín est venue une fois avec un tout-petit chez Melrose Plastics et que les employés avaient plaisanté en disant que le père de l'enfant était, en fait, Elkins.

## Enquête
Les détectives qui interrogent Elkins le trouvent peu coopératif ; ils l'informent qu'ils ont l'intention d'obtenir un ordonnance juridique pour prélever son ADN en vue de la comparer avec celui du fœtus trouvé dans le ventre de Reyna Angélica. Le lendemain, le 10 septembre 1999, Elkins est retrouvé mort sur le siège arrière de la voiture d'un voisin d'une blessure par balle auto-infligée avec un fusil à pompe Mossberg 500 de calibre 12. Cette arme, qu'il a acheté le jour même, est  retrouvée entre ses jambes ,,,. Les tests ADN révèlent qu'Elkins est le père du fœtus.
Les enquêteurs pensent qu'Elkins est soit allé à l'appartement de Reyna Angélica Marroquín dans le New Jersey, soit l'a attirée à l'usine et l'a tuée. Il a ensuite emmené son corps dans la maison du comté de Nassau, peut-être avec l'intention de la jeter dans l'océan depuis son bateau, mais après avoir rempli le fût de granulés de plastique pour s'assurer qu'il coulerait, il l'a trouvé trop lourd à déplacer et l'a laissé dans le vide sanitaire.
L'écrivain Oscar Corral s'est rendu à San Martín, San Salvador, où la mère de Reyna Angélica, alors âgée de 95 ans, lui a dit qu'elle avait rêvé de sa fille prise au piège dans un tonneau. Reyna Angélica Marroquín a été enterrée au Salvador ; sa mère est décédée un mois plus tard et est enterrée avec elle.

## Dans la culture
Les circonstances très particulières du crime de Reyna Marroquín, ont suscité plusieurs traitements médiatiques de l'affaire. Le meurtre a fourni une partie d'un épisode de 2004, intitulé Broken Trust, de la série The New Detectives. L'enquête sur son meurtre a été couverte dans Flower Drum Murder, par un épisode de 2015 de Murder Book, un true crime. Cette affaire a été utilisée comme intrigue d'un épisode de New York Police Blues, Roll Out the Barrel (25 avril 2000). L'affaire a été décrite dans A Voice from Beyond, un épisode de la true crime Forensic Files en 2000. Le meurtre a été dramatisé dans la série Grave Secrets, saison 2, épisode 1, dans un épisode intitulé Beneath the Stairs, diffusé pour la première fois le 14 novembre 2017 sur Investigation Discovery. L'affaire a constitué un épisode intitulé Lady in a Barrel dans la série Buried in the Backyard diffusée à l'origine sur Oxygen le 17 juin 2018. Elle a également inspiré en partie le court métrage de 2020 Blood of Another. Georgia Hardstark a couvert le meurtre dans l'épisode 150 du podcast, My Favorite Murder.
Le meurtre est raconté comme Le mystère de la momie le 8 septembre 2018, dans Chroniques criminelles (deuxième reportage) sur NT1.